# Небо (радиолокационная станция)
«Небо» — семейство российских радиолокационных станций метрового диапазона волн. Разработчик — Нижегородский научно-исследовательский институт радиотехники (ННИИРТ). Выпускалась в версиях для войск противовоздушной обороны и для сухопутных войск. В варианте ПВО антенная система сложнее, время монтажа и демонтажа значительно больше, возможности станции шире. В варианте для сухопутных войск антенная система упрощена для повышения мобильности.

## «Небо»
РЛС метрового диапазона волн для войск ПВО СССР.
- «Небо» 55Ж6 — трехкоординатная транспортабельная версия.[1][2] Разработка ННИИРТ — 1982—1987 год. Начало поставок в ВС СССР — 1986 год. Дальность обнаружения цели типа истребитель:[3] на высоте 20 км — до 400 км; на высоте 500 м — до 65 км.
- «Небо-У» 55Ж6У (экспортная версия «Небо-УЕ» 55Ж6УЕ) — модернизация РЛС 55Ж6 «Небо». Разработка ННИИРТ — 1986—1992 годы. Начало поставок в ВС России 1995 год. На 2011 год станция в производстве.[4][5][6] На 2011 год велись работы по модернизации станции (ОКР «Ниобий», 55Ж6УМ). На 2016 год станция в производстве, производитель Нижегородский телевизионный завод.[7] В мае 2016 года поступила на вооружение войск Западного военного округа[8]. Летом 2017 года поступила на вооружение войск Центрального военного округа.[9]
- «Небо-УМ» — подвижная трёхкоординатная радиолокационная станция средних и больших высот дежурного режима, представляющая дальнейшую модернизацию РЛС 55Ж6У «Небо-У», с 2017 года начала поступать в войска. Обнаружение аэродинамических и баллистических целей, источников радиоэлектронных помех на высоте до 80 км и в радиусе до 600 км[10][11][12][13].
- «Небо-T» — поступают в войска ПВО с 2020 года.[14] «Небо-T» являются глубокой модернизацией РЛС «Небо-У» 55Ж6У. По своим ТТХ существенно превосходят аналоги, способны быстрее находить и с высокой точностью сопровождать аэродинамические и баллистические цели в радиусе до 600 км. В январе 2022 года «Небо-Т» заступили на боевое дежурство дивизии ПВО в ЦВО в регионах Поволжья и Урала.[15]

## «Небо-СВ»
РЛС метрового диапазона волн для сухопутных войск.
- «Небо-СВ» 1Л13 — двухкоординатная мобильная версия станции «Небо» 55Ж6 для сухопутных войск.[16][17][18][19] Дальность обнаружения цели типа истребитель[20] на высоте 27 км — до 350 км; на высоте 500 м — до 60 км. Создана на базе РЛС «Небо» 55Ж6. В комплект станции также входил радиолокационный запросчик системы свой-чужой со своей антенной. Для получения третьей координаты (высоты цели) станция могла сопрягаться с радиовысотомером. В настоящее время (2014 год) станции находятся в эксплуатации.[21]
- «Небо-СВУ» 1Л119 — трехкоординатная станция, развитие «Небо-СВ». Дальность обнаружения цели типа истребитель:[22][23] на высоте 20 км — до 380 км; на высоте 500 м — до 65 км. Время развертывания/свертывания: не более 30 минут.

## «Небо-М»
«Небо-М» 55Ж6М (экспортная версия «Небо-МЕ» 55Ж6МЕ) — новый трёхдиапазонный комплекс с раздельными РЛС сантиметрового (модификация РЛС 64Л6 «Гамма-С1»), дециметрового (модификация РЛС «Противник-Г») и метрового диапазонов (модификация РЛС «Небо-СВУ»). Предположительное начало поставок в ВС России — 2012 год.

Летом 2017 года комплекс поступил на вооружение войск Центрального военного округа.

## Потери
28 мая 2024 около Луганска в результате удара ВСУ была поражена РЛС Небо-М (Неподтвержденные данные).
В ночь на 30 мая 2024 года ударом ВСУ была уничтожена РЛС «Небо» СВУ, которая базировалась около Армянска, в северной части Крымского полуострова (Неподтвержденные данные). 
18 января 2025 года Вооруженные силы Украины уничтожили радиолокационную станцию «Небо-СВУ» на территории оккупированной Россией части Херсонской области. 
В ночь на 2 июля 2025 года в ходе дроновой атаки были поражены 3 единицы РЛМ-М 55Ж6М «Небо-М»

## На вооружении других стран
«Небо-СВУ» находится на вооружении Ирана.